# Christian Wirth (Biologe)
Christian Wirth (* 28. Februar 1969) ist ein deutscher Biologe, Professor für funktionelle Botanik an der Universität Leipzig und Geschäftsführender Direktor des iDiv.

## Leben
Wirth absolvierte seinen Zivildienst bei der Biologischen Schutzgemeinschaft Hunte-Weser-Ems in Wardenburg und studierte anschließend Biologie in Bayreuth. Von 1998 bis 2000 promovierte er am Max-Planck-Institut für Biogeochemie in Jena. Es folgten Forschungs- und Postdoc-Aufenthalte an der Princeton University, dem Sukatschow-Institut der Russischen Akademie der Wissenschaften in Krasnojarsk und am Institute of Arctic Biology, University of Alaska Fairbanks. Seit Oktober 2009 ist er Leiter der AG Spezielle Botanik und Funktionelle Biodiversität an der Universität Leipzig. Seit 2013 ist Wirth „Max-Planck-Fellow“ am Max-Planck-Institut für Biogeochemie, Jena.
2022 erhielt Wirth den Leipziger Wissenschaftspreis und 2024 wurde er in der Sektion Organismische und Evolutionäre Biologie in die Nationale Akademie der Wissenschaften Leopoldina aufgenommen.

## Arbeit
Schwerpunkte seiner Forschung sind die Biodiversität und Ökosystemfunktionen, speziell die funktionelle Diversität von Waldbäumen und Wäldern, Verbindung von Populationsökologie und Biogeochemie, Störungsökologie, Destruenten, Allometrie und Allokation und die Diversifizierung von Erdsystemmodellen.
Wirth ist an Projekten beteiligt wie FunDivEurpe, Kohlenstoffsequestrierung in Stadtbäumen, Diversitäts-Funktionsbeziehungen im Grünland – Jena Experiment (gefördert von der DFG), Biodiversität und Ökosystemfunktionen in subtropischen Wäldern Chinas – BEF China (DFG), Walddiversität und Kohlenstoffdynamik – Biodiversitätsexploratorien (DFG) und Functional Ecology of Trees (TRY) – eine globale Datenbank von funktionellen Pflanzenmerkmalen. Er ist Ansprechpartner für das DFG-Forschungszentrum German Centre of Integrative Biodiversity Research.

## Veröffentlichungen (Auswahl)
- als Co-Autor: TRY - a global database of plant traits. In: Global Change Biology. 17, 2011, S. 2905–2935.
- mit R. Proulx, W. Voigt, A. Weigelt, C. Roscher, S. Attinger, J. Baade, R. Barnard, N. Buchmann, R. Buscot, N. Eisenhauer, M. Fischer, G. Gleixner, S. Halle, A. Hildebrandt, E. Kowalski, Kuu Annely, M. Lange, A. Milcu, P. A. Niklaus, Y. Oelmann, S. Rosenkranz, A. Sabais, C. Scherber, M. Scherer-Lorenzen, S. Scheu, E-D. Schulze, J. Schumacher, G. Schwichtenberg, J-F. Soussana, V. M. Temperton, W. W. Weisser, W. Wilcke und B. Schmid: Diversity Promotes Temporal Stability across Levels of Ecosystem Organization in Experimental Grasslands. In: PLoS. 5(10), 2010, S. e13382.